# Лессах
Лессах (нем. Lessach) — коммуна (нем. Gemeinde) в Австрии, в федеральной земле Зальцбург. 
Входит в состав округа Тамсвег.  Население составляет 562 человек (на 2012 год). Занимает площадь 72,23 км².

## Политическая ситуация
Бургомистр коммуны — Петер Пернер (АНП) по результатам выборов 2009 года.
Совет представителей коммуны (нем. Gemeinderat) состоит из 9 мест.
- АНП занимает 6 мест.
- СДПА занимает 3 места.